# Daniel Cantillana
Daniel Cantillana, nacido en Arica, Chile el 26 de noviembre de 1974, es un músico chileno miembro de Inti-Illimani, y líder de su proyecto Cantillana y Los Increíbles.

## Trayectoria
Indeciso entre el diseño y la música, Daniel Cantillana, el menor en Inti-Illimani, es además un desertor de la Ingeniería Comercial. De esa carrera en Arica -su ciudad natal- decidió saltar directo al violín, para terminar lo que había comenzado como adolescente en la Escuela Artística de Arica.
"En plena semana de pruebas dejé todo botado y me vine a Santiago a donde un profesor de viola de la U. Católica -Enrique López-. El me aceptó como alumno el año '95". 
La decisión, aunque parece precipitada, ya estaba en su punto hacía tiempo. Daniel no abandonó la viola mientras estudiaba para economista y formó Andante, un grupo dedicado a interpretar canciones de Quilapayún e Inti-Illimani. "De hecho, -recuerda Daniel- dos de esos amigos ahora son el compositor y el arreglador de Mecánica Popular". 
Cuando llegó a Santiago, en 1995, formó el grupo Coré, con quienes empezaron a tocar profesionalmente en 1997. "En alguna de esas tocatas conocimos a Víctor Seves, el sonidista de Inti-Illimani, quien nos ayudó y nos condujo hasta su hermano, José".
Así empieza la relación más definitiva. José se interesó tanto por el grupo que lo llevó al lanzamiento del libro que contenía todas las partituras de Víctor Jara. En la ocasión Coré interpretó Abre tu Ventana y mostró toda su calidad ante los ojos de todos los músicos de Inti-Illimani. "Esa fue la primera vez que tuvimos un contacto frente a frente con los Inti, particularmente con Marcelo Coulón y Horacio Salinas". 
Luego, Coré se disolvió (la mitad del grupo se fue a formar Mecánica Popular) y coincidió con que Inti-Illimani necesitaba reemplazar a José (que acababa de anunciar su retiro del grupo) para comenzar una gira por Alemania en abril del '98. "Ahí entré y no salí más". 
Con el nuevo ritmo de trabajo, los estudios de viola quedaron interrumpidos en el séptimo año ("me falta octavo y noveno para egresar"). Aunque el propósito es terminar, Daniel ya tiene varias actividades a las que dedicar su tiempo y esfuerzo. 
Paralelamente a Inti-Illimani, desde el año 2010 a la fecha lidera el proyecto Cantillana y Los Increíbles, donde oficia de autor y vocalista, y con quienes editó a fines de ese año el disco Viñeta, bajo etiqueta Alerce. Se espera para fines de este año 2012 su segundo disco llamado "Bumerán".

## Canciones Interpretadas
- Solista
  - Esta eterna costumbre (Amar de Nuevo - 1998)
  - La carta del Adiós (Amar de Nuevo - 1998)
  - Negra presuntuosa (Amar de Nuevo - 1998)
  - Tú no te irás (Lugares Comunes - 2002)
  - Porteña (Pequeño Mundo - 2005)
  - Medianoche (Sinfónico - 1999/Antología en Vivo - 2001)
  - El Surco (Lugares Comunes - 2002/Viva Italia - 2003)
  - Buonanotte Fiorellino (Viva Italia - 2003)
  - Dolencias (en vivo)
- A dúo
  - Antes de Amar de Nuevo (Amar de Nuevo - 1998) (Con Horacio Salinas)
  - El Faro (Amar de Nuevo - 1998) (Con Horacio Salinas)
  - Buonanotte Fiorellino (Pequeño Mundo - 2005) (Con Max Berrú)
  - Polo Doliente (Lugares Comunes en Vivo Court Central - 2003) (Con Christian González)
  - La Petenera (en vivo) (Con Jorge Coulón)

## Composiciones
- Sobre tu Playa (Lugares comunes - 2002) (en conjunto con Manuel Meriño)
- Tú no te irás (Lugares comunes - 2002) (Música, en conjunto con Manuel Meriño)
- Caro Nino (Lugares comunes -2002) (Música, en conjunto con Manuel Meriño)
- Porteña (Pequeño Mundo - 2005) (Parte del texto, en conjunto con D. Delgado)

- Datos: Q5798191